# Ja, Najwyższy
Ja, Najwyższy (Yo el Supremo) – historyczna powieść paragwajskiego pisarza Augusta Roi Bastosa z 1974 roku. Polski kongenialny przekład Andrzeja Nowaka ukazał się w 1982 roku (Wydawnictwo Literackie). Powieść należy do nurtu powieści dyktatury. Bohaterem jest José Gaspar Rodríguez de Francia, ekscentryczny, lecz skuteczny przywódca Paragwaju w latach 1814–1840, który nazywał siebie  „Najwyższym”.
Autor napisał książkę na emigracji w Buenos Aires, ponieważ miał problemy z dyktaturą Alfreda Stroessnera, podobną pod wieloma względami do rządów Francii. Po publikacji Roa Bastos stał się „jednym z trzech obywateli z zakazem powrotu”.

## Fabuła

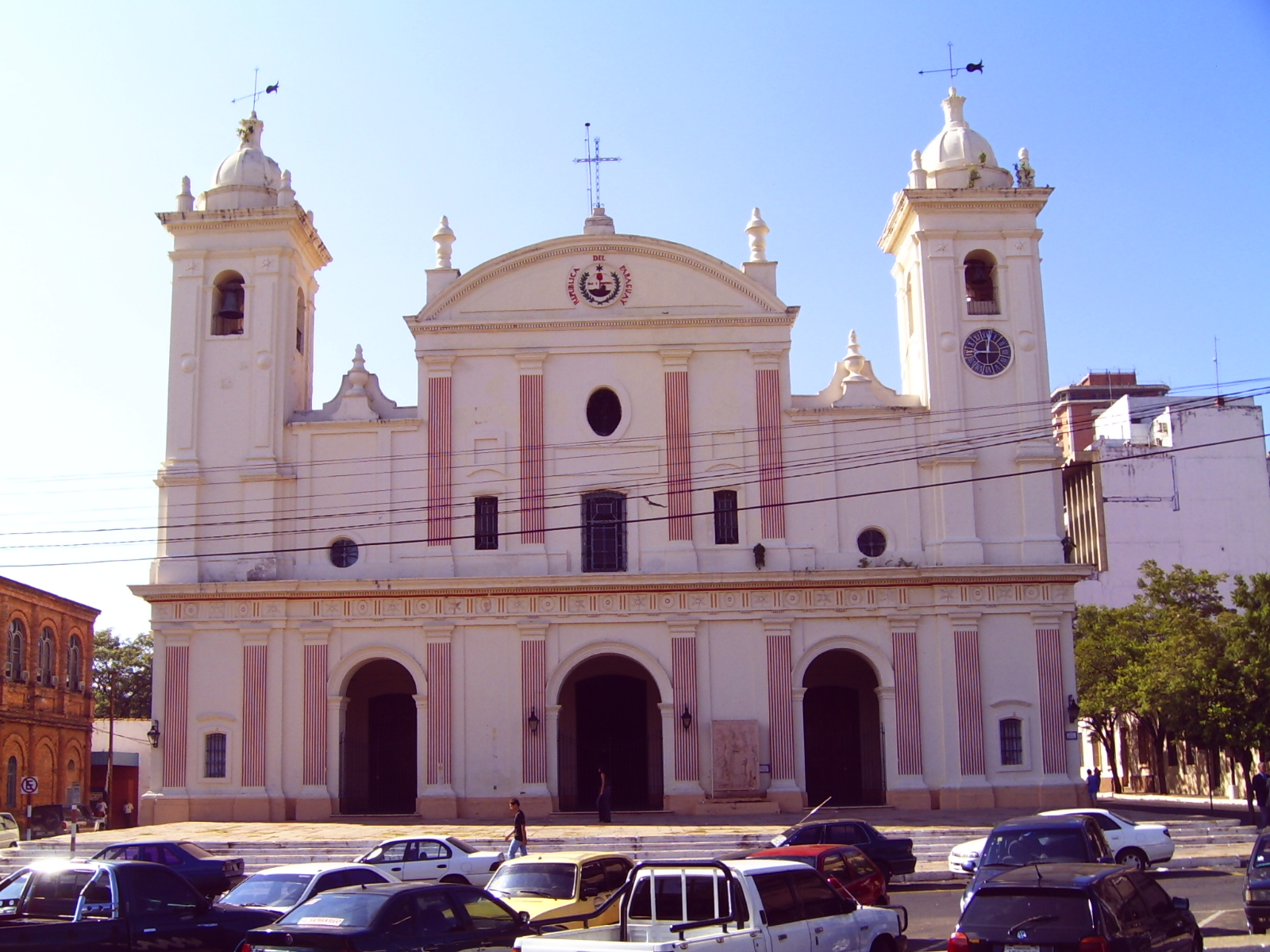
Katedra w Asunción

Dyktator zbliża się do osiemdziesiątki. Uważa, że jest ponad wszelką inną władzą i ponad historią, jest maniakiem kontroli nad obywatelami. Do biurka przymocował łańcuchem wielki meteoryt za karę za ucieczkę z kosmosu. Przedstawiony jest raczej negatywnie, jego rządy są niesprawiedliwe i tyrańskie, choć czasem jest i chwalony. Jest wszechwiedzący, zna wydarzenia z przyszłości, takie jak wojna o Chaco w latach 30. XX wieku. Drugi ważny bohater to jego sekretarz, Policarpo Patiño, postać autentyczna, traktowany z góry, raz nawet szef dyktuje mu jego własny wyrok śmierci za rzekomy spisek. Dyktator przemawia też do swojego psa Sułtana.
Fabuła nie jest zbyt wyraźnie zarysowana, dialogi nie są wyodrębnione, występują elementy realizmu magicznego (np. miasto, gdzie wszyscy zostali zmienieni w posągi). Przeważnie dyktator i jego sekretarz rozmawiają na wiele tematów, Francia wspomina założenie niepodległego Paragwaju, dyktując Policarpowi. Interesuje go temat języka jako narzędzia władzy, wiele jest gier słownych. Cytowany jest też prywatny notatnik dyktatora. Narrator to kompilator, który dorzuca cytaty z autentycznych relacji podróżniczych z tamtych czasów, obszerne przypisy. Używa pióra, które dostał od potomka Policarpa. Jednym z elementów fabuły jest poszukiwanie autora obraźliwego tekstu przybitego do drzwi katedry w Asunción. Na końcu Francia ginie w pożarze 20 września 1840 roku (w rzeczywistości zmarł po chorobie). Sekretarz go przeżył.